# Houstonia (ville)
Pour les articles homonymes, voir Houstonia.
La ville américaine de Houstonia est située dans le comté de Pettis, dans l’État du Missouri. Lors du recensement de 2010, sa population s’élevait à 220 habitants.

## Source
- (en) Cet article est partiellement ou en totalité issu de l’article de Wikipédia en anglais intitulé « Houstonia, Missouri » (voir la liste des auteurs).